# Elliptio waccamawensis
Elliptio waccamawensis är en musselart som först beskrevs av I. Lea 1863.  Elliptio waccamawensis ingår i släktet Elliptio och familjen målarmusslor. IUCN kategoriserar arten globalt som livskraftig. Inga underarter finns listade i Catalogue of Life.